# Fibramia
Fibramia is een geslacht van straalvinnige vissen uit de familie van kardinaalbaarzen (Apogonidae).

## Soorten
De volgende soorten zijn bij het geslacht ingedeeld:
- Fibramia amboinensis (Bleeker, 1853)
- Fibramia lateralis (Valenciennes, 1832)
- Fibramia thermalis (Cuvier, 1829)